# Capitanía de Paraíba
La capitanía de Paraíba fue una de las capitanías hereditarias del Brasil colonial, creada en 1574 con la "extinción" de la capitanía de Itamaracá (1534-1756), y que tenía como sede Goiana.

## Historia

### La capitanía de Itamaracá

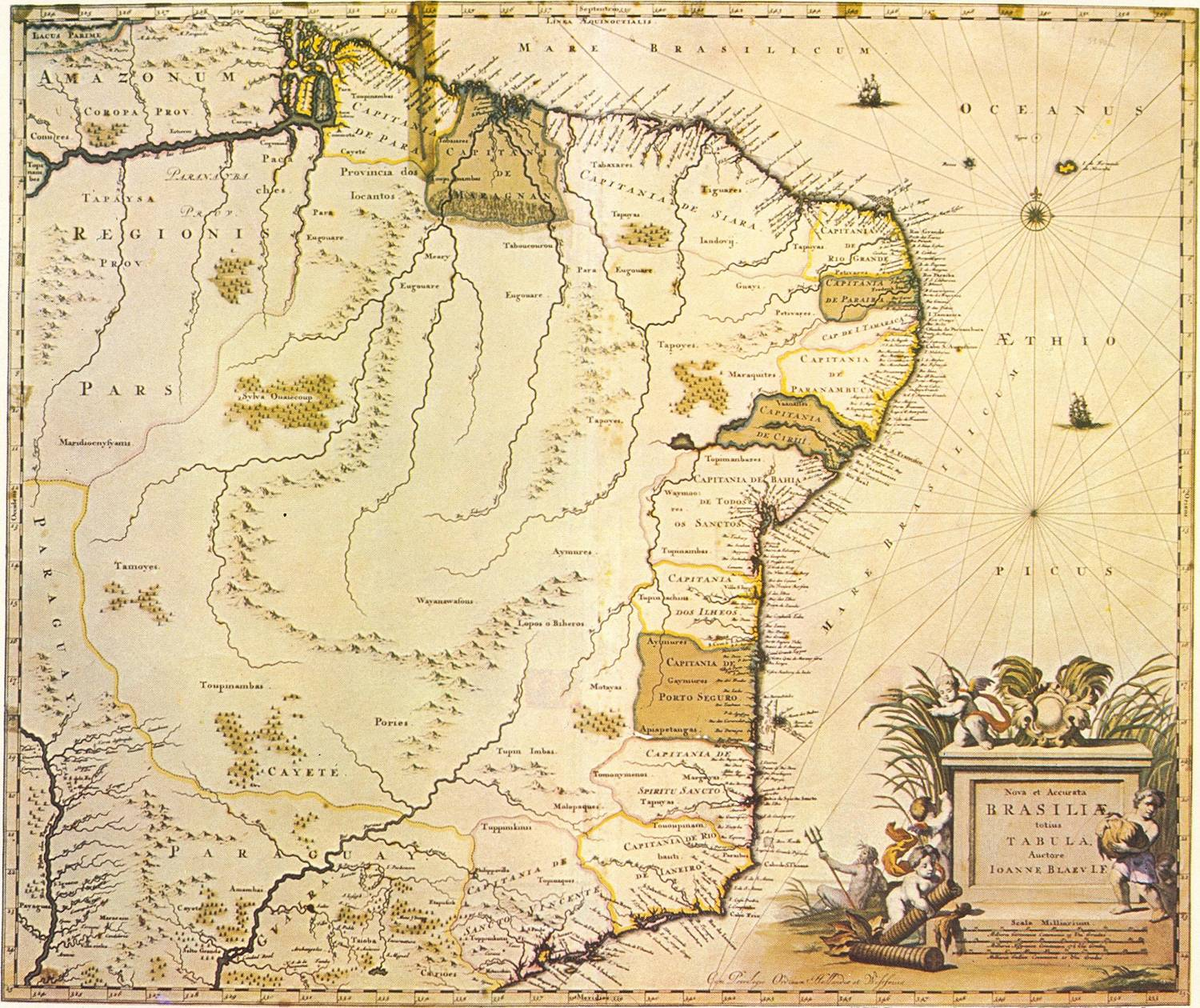
Mapa de Joan Blaeu de 1640 con cuatro capitanías destacadas, entre ellas la de Paraíba.

La capitanía de Itamaracá fue una de las capitanías hereditarias establecidas por el rey Juan III de Portugal en 1534, con vistas a incrementar el poblamiento y defensa del territorio. Fue donada a Pero Lopes de Sousa. El territorio de la capitanía se extendía desde la línea imaginaria del Tratado de Tordesillas hasta la costa, teniendo 30 leguas de costa. Su límite norte era la Bahía de la Traición (Paraíba) y el sur la desembocadura del río Iguaraçu (Pernambuco). 
Abandonada por su donatario la capitanía se extinguió en 1574 después de una revuelta de los potiguaraa de las márgenes del río Paraíba articulada por traficantes franceses de palo de Brasil (Paubrasilia echinata), destruyendo el Ingenio Tracunhaém de Diogo Dias. Fue recreada como capitanía de Paraíba. 
Para dominar la rebelión, a principios del año siguiente, una expedición fue enviada de la capitanía de Pernambuco, al mando del oidor general y proveedor de la hacienda Fernão da Silva, sin éxito. Una nueva expedición, enviada de Salvador de Bahía, en la capitanía de la Bahía de Todos los Santos por el gobernador de la Repartición Norte, Luís de Brito e Almeida, no consiguió llegar a Paraíba debido a una tempestad que le dispersó las embarcaciones, obligándolas a dirigirse averiadas, a Pernambuco, en septiembre de 1575. Una tercera expedición fue armada por el gobierno de la capitanía de Pernambuco, partiendo de Olinda al mando de João Tavares, también con éxito limitado.

### Instalación de la capitanía de Paraíba

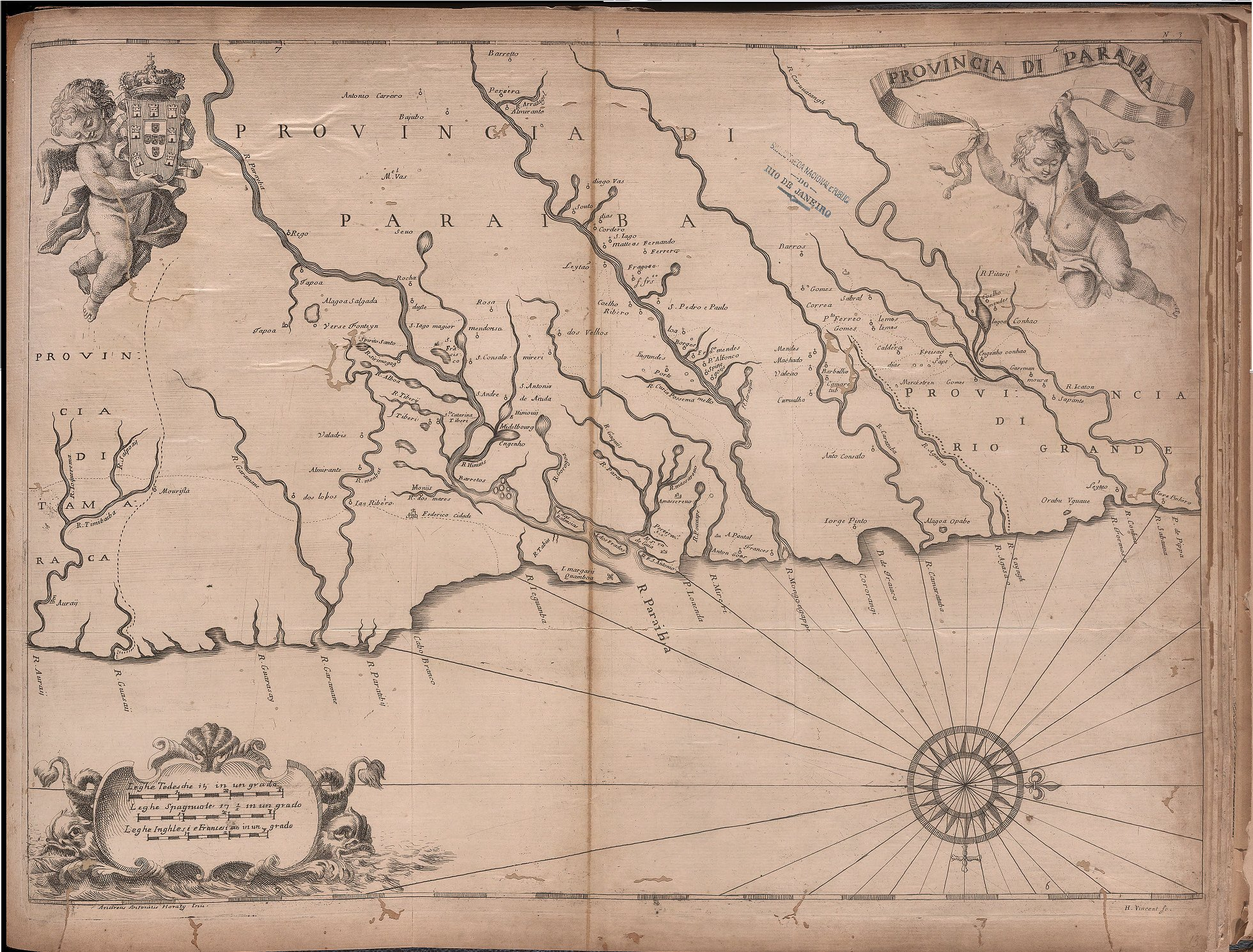
Mapa de la capitanía, 1698.

En el sistema de capitanías hereditarias, correspondió a João de Barros y a Aires da Cunha cien leguas de tierra entre la desembocadura del río Jaguaribe al norte (actual Ceará) y la Bahía de la Traición al sur (litoral norte paraibano) que comprendía la parte norte del estado de Paraíba, todo el Río Grande del Norte y la parte este de Ceará, ya que el sur de este integraba la región oeste de la capitanía de Itamaracá. El tercio norte del territorio de Paraíba estaba, así, comprendido en el de la entonces capitanía del Río Grande. Con el naufragio de la expedición de esos donatarios, que se dirigía al primer lote, no fue posible realizar la posesión.
El gobernador general Manuel Teles Barreto solicitó el auxilio de la flota del almirante Diogo Flores de Valdés, que en ese momento patrullaba la costa brasileña, uniéndose al capitão-mor de la capitanía de la Paraíba, Frutuoso Barbosa, y organizando una nueva expedición (1584), que fundó la segunda ciudad real del Brasil: Filipéia de Nossa Senhora das Neves. El ouvidor-mor Martim Leitão, con el auxilio de las fuerzas del cacique Pirajibe, subyugó a los indígenas, erigió un nuevo fuerte y fundó definitivamente la población de Filipéia de Nossa Senhora das Neves el 5 de agosto de 1585, núcleo de la futura ciudad de la Parahyba (grafía arcaica), actual João Pessoa.
Fue instalada, de ese modo, la capitanía que solo pasó a existir de hecho a partir de tal marco, pues antes solo existía en el papel. La paz definitiva con los potiguaras, entonces aliados de los ingleses, bretones y normandos (estos dos últimos pueblos de la actual Francia), solo se alcanzó en 1599, tras una epidemia de «vejiga» (viruela) que diezmó a la población nativa sin inmunidad para tales virus hasta entonces inexistentes en las Américas.
En el contexto de la segunda de las invasiones neerlandesas del Brasil (1630-1654), la región fue ocupada por fuerzas neerlandesas (1634), que solamente fueron expulsadas dos décadas más tarde por las tropas del mestre de campo André Vidal de Negreiros y de João Fernandes Vieira, que tomó posesión del cargo de Gobernador de la ciudad, que pasó a llamarse Parahyba.

### Anexión y expansión
A partir de 1753 la capitanía de Paraíba, así como la de Ceará, quedó subordinada a la capitanía general de Pernambuco, de la que se volvió nuevamente independiente a partir de 1799.Sobre tal anexión, hay en la Revista del Instituto Arqueológico, Histórico y Geográfico Pernambucano de 1919 el siguiente relato:

A maior parte da Paraíba está compreendida no território da antiga capitania de Itamaracá, que foi incorporada à de Pernambuco depois da expulsão dos holandeses no século XVII, e incorporada permaneceu até emancipar-se em 17 de janeiro de 1799.

La interiorización de la capitanía de Paraíba se dio por la expansión del ganado y por el establecimiento de misiones religiosas para la catequesis de los indígenas, y al inicio de la colonización europea se formaron la Vila de São Miguel de Baía da Traição, la Vila de Monte-Mor da Preguiça, la Cidade da Paraíba, la Vila do Conde (Jacoca), la Villa de Alhandra, en el litoral, y solamente la Vila do Pilar, en el agreste, además de la freguesia de São João do Cariri en el sertón. Después, durante el período pombalino, hubo la transferencia de la población indígena a las nuevas villas, especialmente en los años 1760.
En 1821 pasó a ser la provincia de Paraíba.